# مونتیگنی سور سامبر
مونتیگنی سور سامبر (به لاتین: Montignies-sur-Sambre) یک منطقهٔ مسکونی در بلژیک است که در شارلروآ واقع شده‌است. مونتیگنی سور سامبر ۵٫۹۸ کیلومتر مربع مساحت و ۱۷٬۷۷۱ نفر جمعیت دارد.

## خواهرخوانده
شهر والدکیرش خواهرخواندهٔ مونتیگنی سور سامبر هست.